# Teajtet
Teajtet (gr. Θεαίτητος, ur. ok. 410 p.n.e., zm. 368 p.n.e.) – starogrecki matematyk, uczeń Platona. Jego badania skupiały się na odcinkach niewspółmiernych. Jego dokonaniem było odkrycie piątej bryły platońskiej – dwunastościanu oraz stworzenie teorii podzielności.